# Pfeilhöhe
Die Pfeilhöhe, Stichhöhe oder auch nur der Stich hat in unterschiedlichen Fachgebieten unterschiedliche Bedeutungen.

## Brückenbau

Die Pfeilhöhe der Brücke bei Limyra beträgt 200 cm. Ihr Pfeilverhältnis ist 1:5,3 (200:1065 cm).

In der Architektur ist die Pfeilhöhe ein Maß, das die Entfernung zwischen der Kämpferlinie und dem Scheitelpunkt eines Bogens angibt. Der Quotient aus Pfeilhöhe und lichter Weite wird als Pfeilverhältnis oder Überspannung bezeichnet. Es beträgt bei einem Halbkreis 1:2.
Weitere wichtige Maßverhältnisse im Brückenbau sind das Verhältnis der Pfeilerdicke zur Spannweite und der Bogendicke im Scheitel zur Spannweite. Die Kühnheitszahl beschreibt das Verhältnis des Quadrats der Spannweite zur Pfeilhöhe.

## Kurven
Pfeilhöhen verwendet man auch als Kontrollmaß bei der Vermessung gekrümmter Trassen und anderer Kurven. Dabei wird an drei aufeinander folgenden Kurvenpunkten P1, P2, P3 der seitliche Abstand von P2 von der geradlinigen Verbindung P1–P3 gemessen. Damit kann die Krümmung der Kurve auf einfache Weise überprüft werden.

## Optik
Darüber hinaus wird die Pfeilhöhe in der technischen Optik zur Prüfung des Radius von Linsen eingesetzt. In der Messung wird hier der Abstand zwischen der durch eine auf die Linsenoberfläche aufgesetzte Ringschneide definierten Ebene und der Höhe der Linsenfläche in der Mitte der Ringschneide gemessen. Die Bestimmung der Pfeilhöhe ist besonders bei noch unpolierten Linsen eine wichtige Messung, da die noch matten Oberflächen den gängigen optischen Radienmessverfahren nicht zugänglich sind.